# Ararat
Ej att förväxla med Arafat.
Aʹrarat, (turkiska: Ağrı Dağı; armeniska: Արարատ; persiska: آرارات; kurdiska: Agirî; hebreiska: אררט (standardhebreisk vokalisering: Ararat; tiberiensisk vokalisering: ʾĂrārāṭ)) är ett bergsmassiv av vulkaniskt ursprung i östra Turkiet nordöst om Vansjön nära gränserna till Armenien, Azerbajdzjan och Iran. Ararat är Turkiets högsta berg (5 123 m ö.h.).
Namnet "Ararat" kommer ursprungligen från det hebreiska namnet på en gammal stormakt i området  (1200–600 f Kr), Urartu, och syftar då på ett betydligt större område än själva bergsmassivet Ararat.

## Geologi
Stratovulkanen har två toppar, Stora Ararat (5 123 m ö.h.) som är glaciärklädd och 13 km sydöst om huvudtoppen ligger Lilla Ararat (3 896 m ö.h.). Bergsmassivet täcker en yta på 1 000 km2. Ararat utvecklades under kvartärperioden tillsammans med flera andra vulkaner på den turkisk-iranska högplatån. Ararat tycks ha varit aktivt under 3:e årtusendet f Kr. Lämningar av pyroklastiska flöden ligger ovanpå tidiga bronsålderslämningar, både ting och mänskliga kvarlevor. Ararat hade ett utbrott i juli 1840.

## Noas ark
Enligt Första Moseboken (8:4) strandade Noas ark på toppen av Ararat efter syndafloden.
På sjuttonde dagen i sjunde månaden blev arken stående på Araratbergen. Vattnet fortsatte hela tiden att minska, och när den tionde månaden kom, på första dagen i månaden, blev bergens toppar synliga.

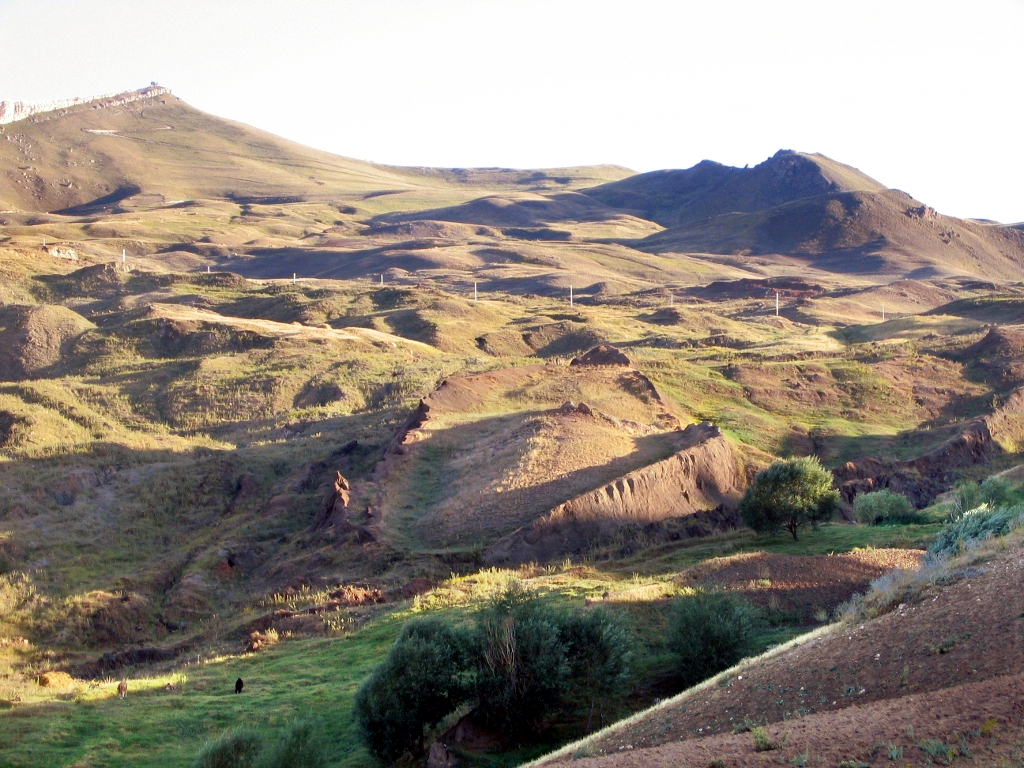
Durupinar, platsen som påstås rymma resterna av Noas ark.

Det har genom historien sökts efter Noas ark på och i trakten omkring Ararat, och sökandet pågår än i dag. Redan i Marco Polos reseskildring omnämns Ararat som ett mäktigt berg och att det påstods att Noas ark vilade där.
En av de mest uppmärksammade, påstådda upptäckterna av arken under senare år presenterades av en grupp bestående av kinesiska och turkiska kristna 2010, som på 4 000 meters höjd sade sig ha hittat rester av en träkonstruktion som påstods vara 4 800 år gammal och sannolikt skulle vara resterna av Noas ark. Det hävdades som osannolikt att det var ett gammalt hus eftersom inga hus  över 3 500 meters höjd har påträffats i trakten.
En annan teori bygger på att Noas ark ska ha funnits i en båtformad klippa i området kallad Durupinar efter dess upptäckare, den turkiske kaptenen Ilhan Durupinar. Många vetenskapsmän tillbakavisar teorin och anser att klippan är av naturligt geologiskt ursprung.
Ytterligare en teori är att Noas ark ska ha strandat på berget Cudi. Den teorin tar fasta på att koranen säger att arken strandade på Al Judi vilket blir Cudi på turkiska.

## Bestigningar
Mauritz von Kotzebue, som 1817 besökte bergets närhet i samband med en diplomatisk resa från Ryssland till Persien, berättade att man då såg en svart fläck som aldrig täcktes av is och, som enligt vissa, var arken och, enligt andra, platsen där denna strandat. Man skulle ha gjort flera försök att nå toppen men aldrig lyckats ta sig mer än halvvägs.
De första vid namn nämnda personer som besteg Ararat år 1829 var Dr. Friedrich Parrot och den armeniska författaren Chatjatur Abovjan, samt Alexei Sdrovenko, Matvei Chalpanof, Ovannes Aivassian och Murat Pogossian.

## Armeniernas heliga berg
Berget Ararat låg en gång i det historiska Armeniens centrum och är sedan dess armeniernas heliga berg, en symbol för hemlandet, trots att det inte längre ligger inom rikets gränser. Berget, med Noas ark på toppen, är avbildat i mittan av Armeniens statsvapen. Armenierna kan klara dagar se berget Ararat från huvudstaden Jerevan.

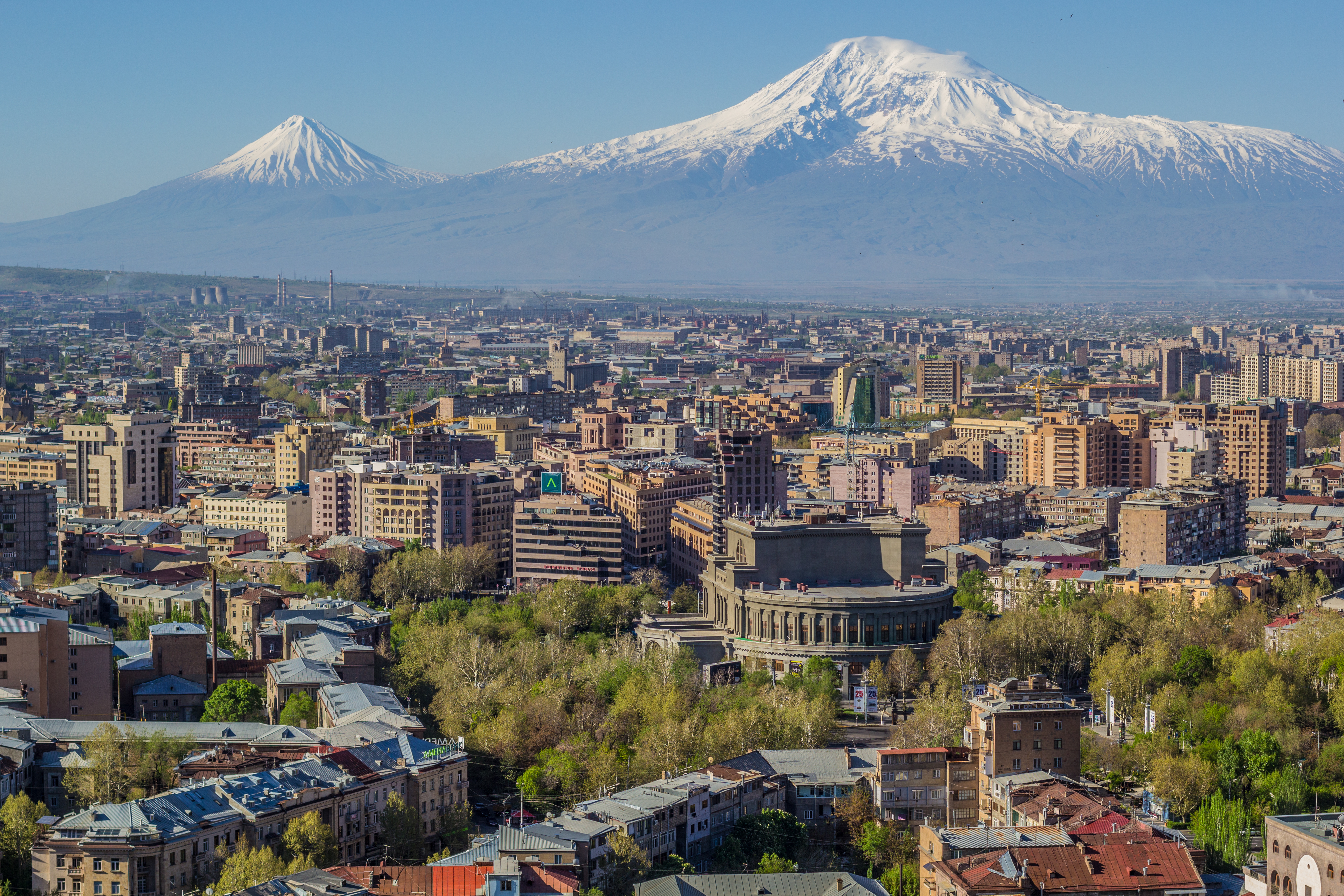
Utsikt över Jerevan med berget Ararat.
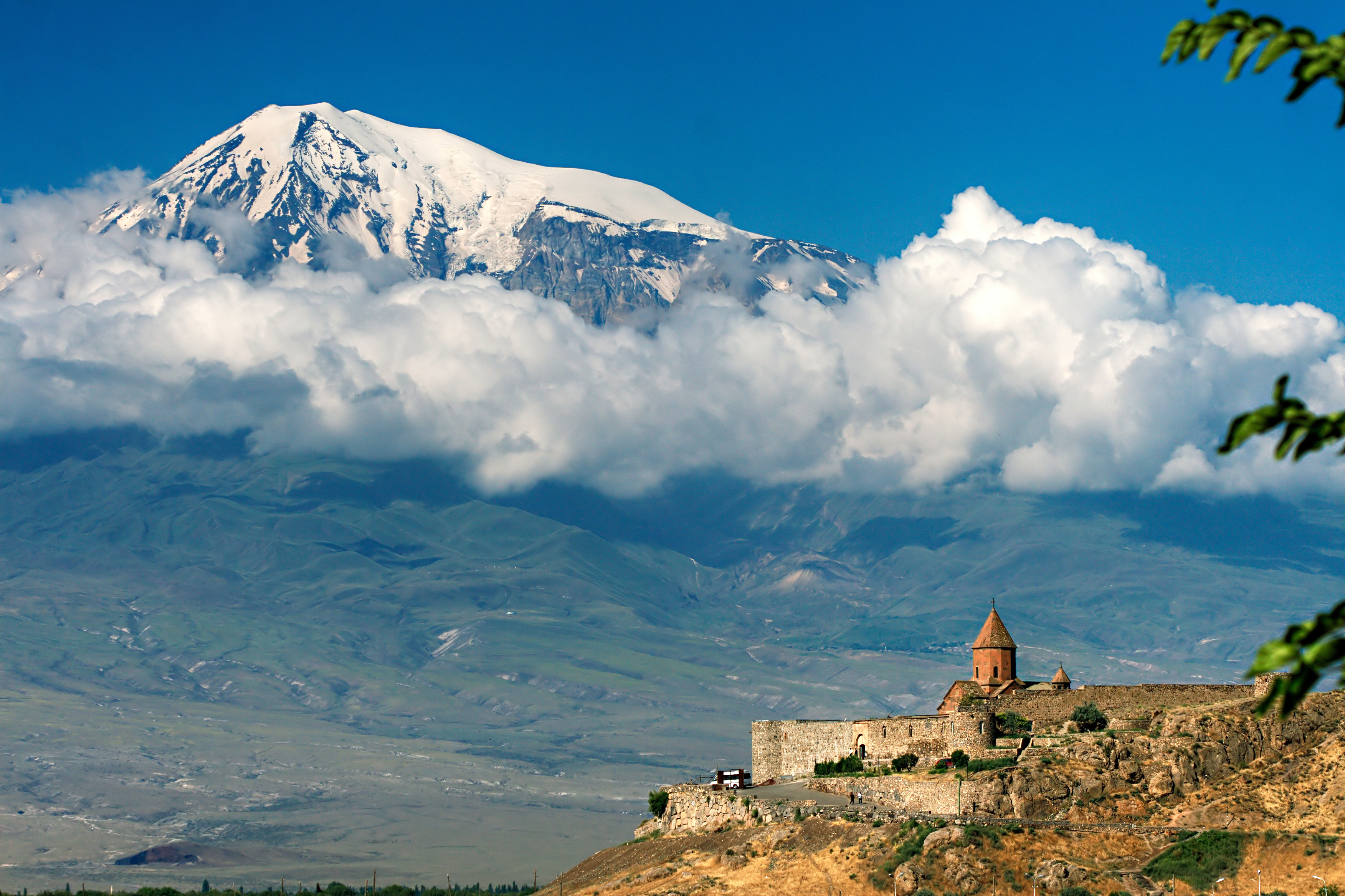
Ararat och det armeniska klostret Khor Virap.
Armeniens statsvapen.

I Sverige finns det flera armeniska föreningar som bär namnet Ararat. Även Armeniska Riksförbundet i Sverige bär berget på sin logotyp.

## På film
- Ararat (2002) av Atom Egoyan.
- Tillbaka till Ararat svensk dokumentär av PeÅ Holmquist och Susanne Khardalian.